# Jason Cummings
Jason Steven Cummings (Edimburgo, 1º agosto 1995) è un calciatore scozzese naturalizzato australiano, attaccante del Mohun Bagan SG e della nazionale australiana.

## Carriera

### Club
Ha giocato fino al 2012 nelle giovanili dell'Hearts, trascorrendo poi la stagione 2012-2013 in quelle dell'Hutchison Vale BC e la stagione 2013-2014 in quelle dell'Hibernian, squadra con cui in stagione esordisce anche nella prima divisione scozzese, nella quale gioca 16 partite in campionato e 2 partite nella poule salvezza, nella quale segna anche 2 gol, non sufficienti ad evitare la retrocessione della sua squadra in seconda divisione. Nella stagione 2014-2015 gioca 3 partite in Coppa di Lega (con un gol segnato), 4 partite in Coppa di Scozia (con un gol segnato) e 33 partite in campionato, nelle quali segna 18 reti, a cui ne aggiunge una in 2 presenze nei play-off. Nella stagione 2015-2016 disputa invece una partita (e segna un gol) in Scottish Challenge Cup, 6 partite (con 4 gol segnati) in Coppa di Lega e 33 partite in campionato, competizione in cui segna 18 gol; gioca inoltre 4 partite nei play-off e 5 partite in Coppa di Scozia, competizione in cui segna anche 2 reti, contribuendo alla vittoria di questo trofeo, che l'Hibernian non si aggiudicava da 114 anni. Rimane in rosa agli Hibees anche per la stagione 2016-2017, nella quale fa anche il suo esordio nelle coppe europee, giocando entrambe le partite del turno preliminare perso ai calci di rigore contro i danesi del Brøndby. In questa stagione vince inoltre la Scottish Championship; a fine anno viene ceduto agli inglesi del Nottingham Forest. Negli anni seguenti veste anche le maglie degli inglesi dello Shrewsbury Town e degli scozzesi del Dundee, per poi nel 2022 trasferirsi in Australia ai C.C. Mariners, club della prima divisione locale.

### Nazionale
Nel 2013 ha giocato una partita in Under-19, mentre nel 2015 ha esordito in Under-21, giocando anche alcune partite nelle qualificazioni agli Europei di categoria. Tra il 2017 ed il 2018 ha inoltre giocato 2 partite in nazionale maggiore.
Nel 2022 ha scelto di rappresentare l'Australia, segnando una rete al suo esordio in nazionale; successivamente è stato convocato per i Mondiali del 2022.

## Palmarès

### Club

#### Competizioni nazionali
- Coppa di Scozia: 1

Hibernian: 2015-2016
- Scottish Championship: 1

Hibernian: 2016-2017
- Campionato australiano: 1

Central Coast Mariners: 2022-2023
- Durand Cup: 1

Mohun Bagan SG: 2023
- ISL Shield: 2

Mohun Bagan SG: 2023-2024, 2024-2025
- Indian Super League: 1

Mohun Bagan SG: 2024-2025

### Individuale
- Capocannoniere della Scottish Championship: 2

2014-2015 (18 reti), 2016-2017 (19 reti, ex aequo con Stephen Dobbie)
- Capocannoniere della Scottish League Cup: 1

2015-2016 (4 reti, alla pari con altri 2 giocatori)